# Helena Znaniecka Lopata
Helena Znaniecka Lopata herbu Krzywda (ur. 1 października 1925 w Poznaniu, zm. 12 lutego 2003 w Wisconsin) – amerykańska socjolożka polskiego pochodzenia, profesor zwyczajna.

## Życiorys
Córka amerykańskiej prawniczki Eileen Markley i polskiego socjologa Floriana Znanieckiego. Wybuch II wojny światowej zastał Znanieckiego w Stanach Zjednoczonych.
Pozostające w Polsce, Helena Znaniecka Lopata i jej matka, która zgodnie z ówczesnym prawem straciła amerykańskie obywatelstwo wychodząc za cudzoziemca, trafiły do obozu przesiedleńczego na Głównej w Poznaniu. Eileen Markley zażądała rozmowy z komendantem obozu i przekonała go, by je wypuścił. W tym celu przedstawiła fałszywą historię o Helenie jako swej osieroconej siostrzenicy, powołała się na swoje amerykańskie obywatelstwo (którego nie miała) oraz wysoko postawionych znajomych w USA. Komendant uwolnił obie panie z obozu.
Wyjechały następnie do Stanów Zjednoczonych, gdzie Helena Znaniecka Lopata przyjęła amerykańskie obywatelstwo.

## Wykształcenie i kariera naukowa
Ukończyła liceum w Champaign i studia magisterskie na University of Illinois. Doktoryzowała się w 1954 roku na University of Chicago. W latach 1965–1969 wykładała na Roosevelt University of Chicago. W roku 1969 przeniosła się na Loyola University, gdzie w latach 1970–1972 była szefową wydziału, a od roku 1972 do emerytury była dyrektorką Centrum Studiów Porównawczych nad Rolami Społecznymi (ang. Center for the Comparative Study of Social Roles). Wykładała również m.in. na University of California, University of Guelph, University of Minnesota, University of Victoria i Boston College. Była przewodniczącą sekcji History of Sociology w American Sociological Association. Była przewodnicząca Midwest Sociological Society (1975–1976), Society for the Study of Social Problems (1982–1983), Sociologists for Women in Society (1994–1995), członkinią Międzynarodowego Stowarzyszenia Socjologicznego. W 1992 otrzymała nagrodę Matilda White Riley Distinguished Scholar za wybitne osiągnięcia w badaniu społecznego wymiaru procesu starzenia się.

## Zainteresowania badawcze
W swojej działalności naukowej Helena Znaniecka Lopata koncentrowała się na gender studies, socjologii tożsamości, codzienności i starzenia się. Wydała wiele publikacji na temat statusu kobiet w społeczeństwie (w tym statusu kobiet w zależności od narodowości), pracy domowej kobiet, ról społecznych, wdowieństwa, żałoby. Obiektem jej zainteresowań była także „kosmopolityczna społeczność uczonych”.

## Publikacje
- Occupation: Housewife, Oxford University Press 1971, ISBN 0-1950-1468-5.
- Polish Americans: Status Competition in an Ethnic Community, Prentice-Hall 1976, ISBN 0-1368-6436-8.
- Circles and Settings: Role Changes of American Women 1994, ISBN 0-7914-1767-0.
- Current Widowhood: Myths and Realities 1996, ISBN 0-8039-7396-9.
- Social Problems Across the Life Course, Rowman & Littlefield Publishers 2003, ISBN 0-7425-2834-0.